# Hylaeus hungaricus
Hylaeus hungaricus là một loài Hymenoptera trong họ Colletidae. Loài này được Alfken mô tả khoa học năm 1905.